# Nilssonia
Nilssonia Gray, 1872 è un genere di tartarughe della famiglia Trionychidae, diffuso in Asia meridionale.

## Tassonomia
In passato veniva considerato un genere monospecifico, con N. nigricans come unica specie nota. Studi recenti hanno dimostrato che quest'ultima specie forma un clade monofiletico con le 4 specie in precedenza attribuite al genere Aspideretes.
- Nilssonia formosa (Gray, 1869) - tartaruga dal guscio molle pavonina del Myanmar
- Nilssonia gangetica (Cuvier, 1825) - tartaruga dal guscio molle del Gange
- Nilssonia hurum (Gray, 1831) - tartaruga dal guscio molle pavonina indiana
- Nilssonia leithii (Gray, 1872) - tartaruga dal guscio molle di Leith
- Nilssonia nigricans (Anderson, 1875) - tartaruga dal guscio molle nera